# In Utero (album)
In Utero este al treilea și ultimul album de studio al formației grunge americane Nirvana, lansat pe 13 septembrie 1993 la DGC Records.

## Lista pieselor
Toate piesele au fost scrise de Kurt Cobain cu excepția celor notate.
1. "Serve the Servants" – 3:36
2. "Scentless Apprentice" (Cobain, Dave Grohl, Krist Novoselic) – 3:48
3. "Heart-Shaped Box" – 4:41
4. "Rape Me" – 2:50
5. "Frances Farmer Will Have Her Revenge on Seattle" – 4:09
6. "Dumb" – 2:32
7. "Very Ape" – 1:56
8. "Milk It" – 3:55
9. "Pennyroyal Tea" – 3:37
10. "Radio Friendly Unit Shifter" – 4:51
11. "tourette's" – 1:35
12. "All Apologies" – 3:51

Bonus track on non-American pressings
1. "Gallons of Rubbing Alcohol Flow Through the Strip" (Cobain, Grohl, Novoselic) – 7:28

## Personal
Nirvana
- Kurt Cobain – chitară, vocal, art direction, design, fotografie
- Krist Novoselic – chitară bas
- Dave Grohl – baterie

Personal adițional
- Steve Albini – producător, inginer audio
- Robert Fisher – art direction, design, photography
- Alex Grey – illustrations
- Adam Kasper – second engineer
- Michael Lavine – photography
- Scott Litt – mixing
- Bob Ludwig – audio mastering
- Karen Mason – photography
- Charles Peterson – photography
- Kera Schaley – cello on "All Apologies" and "Dumb"
- Neil Wallace – photography
- Bob Weston – technician

## Vânzări și poziționări
| Top(1993)                             | Poziții de top |
| ------------------------------------- | -------------- |
| Australian ARIA Albums Chart          | 2              |
| Austrian Albums Chart                 | 8              |
| Dutch Mega Album Top 100              | 4              |
| French Albums Chart                   | 2              |
| German Album Top 100                  | 14             |
| Hungarian Mahasz Top 40 Albums        | 40             |
| New Zealand RIANZ Top 40 Albums       | 3              |
| Norwegian VG-lista Top 40 Albums      | 7              |
| Swedish Sverigetopplistan             | 1              |
| Swiss Albums Top 100                  | 16             |
| UK Albums Chart                       | 1              |
| US Billboard 200                      | 1              |
| Chart (1995)                          | Peak position  |
| Belgian Ultratop 50 Albums (Wallonia) | 47             |

| Chart (2013)                       | Peak position |
| ---------------------------------- | ------------- |
| Australian Albums (ARIA)           | 22            |
| Belgian Albums (Ultratop Wallonia) | 21            |
| Belgian Albums (Ultratop Flanders) | 27            |
| Portuguese Albums (AFP)            | 8             |
| Spanish Albums (PROMUSICAE)        | 51            |
| US Billboard 200                   | 46            |
| US Billboard 200                   | 112           |

### Single-uri
| 1993                                     | "Heart-Shaped Box"        | —  | 4 | 1 | 21 | 31 | 37 | 6  | 36 | 9  | 16 | 5  |
| 1993                                     | "All Apologies"/"Rape Me" | 45 | 4 | 1 | —  | 43 | 20 | 20 | —  | 32 | —  | 32 |
| "—" denotes releases that did not chart. |                           |    |   |   |    |    |    |    |    |    |    |    |

## Certificări
| Regiune | Certificări | Vânzări    |
| --- | ----------- | ---------- |
| Australia (ARIA) | 2× Platinum | 140.000^   |
| Austria (IFPI Austria) | Gold        | 7,500x     |
| Brazilia (ABPD) | Gold        | 40,000*    |
| Canada (Music Canada) | 6× Platinum | 600,000^   |
| Franța (SNEP) | Platinum    | 300.000*   |
| Germania (BVMI) | Gold        | 100,000^   |
| Japonia (RIAJ) | Platinum    | 200.000^   |
| Polonia (ZPAV) | Gold        | 50.000*    |
| Spania (PROMUSICAE) | Platinum    | 100.000^   |
| Suedia (GLF) | Gold        | 50.000^    |
| Regatul Unit (BPI) | Platinum    | 300.000^   |
| Statele Unite (RIAA) | 5× Platinum | 5.000.000^ |
| *cifrele de vânzări sunt bazate pe un singur certificat ^cifrele cargo sunt bazate pe un singur certificat xcifrele nespecificate sunt bazate pe un singur certificat |             |            |